# Bocchoris adalis
Bocchoris adalis là một loài bướm đêm trong họ Crambidae.